# Черна игуана
Черна игуана (Ctenosaura similis) е вид влечуго от семейство Игуанови (Iguanidae). Видът не е застрашен от изчезване.

## Разпространение и местообитание
Разпространен е в Белиз, Гватемала, Колумбия, Коста Рика, Мексико, Никарагуа, Панама, Салвадор и Хондурас. Внесен е във Венецуела и САЩ (Флорида).
Обитава градски и гористи местности, места със суха почва, склонове, ливади, пасища, храсталаци, савани, крайбрежия, плажове, блата, мочурища и тресавища.

## Описание
Продължителността им на живот е около 22,4 години. Популацията на вида е стабилна.